# Pomadasys unimaculatus
Pomadasys unimaculatus är en fiskart som beskrevs av Tian 1982. Pomadasys unimaculatus ingår i släktet Pomadasys och familjen Haemulidae. Inga underarter finns listade i Catalogue of Life.